# 小弟弟和小姐姐

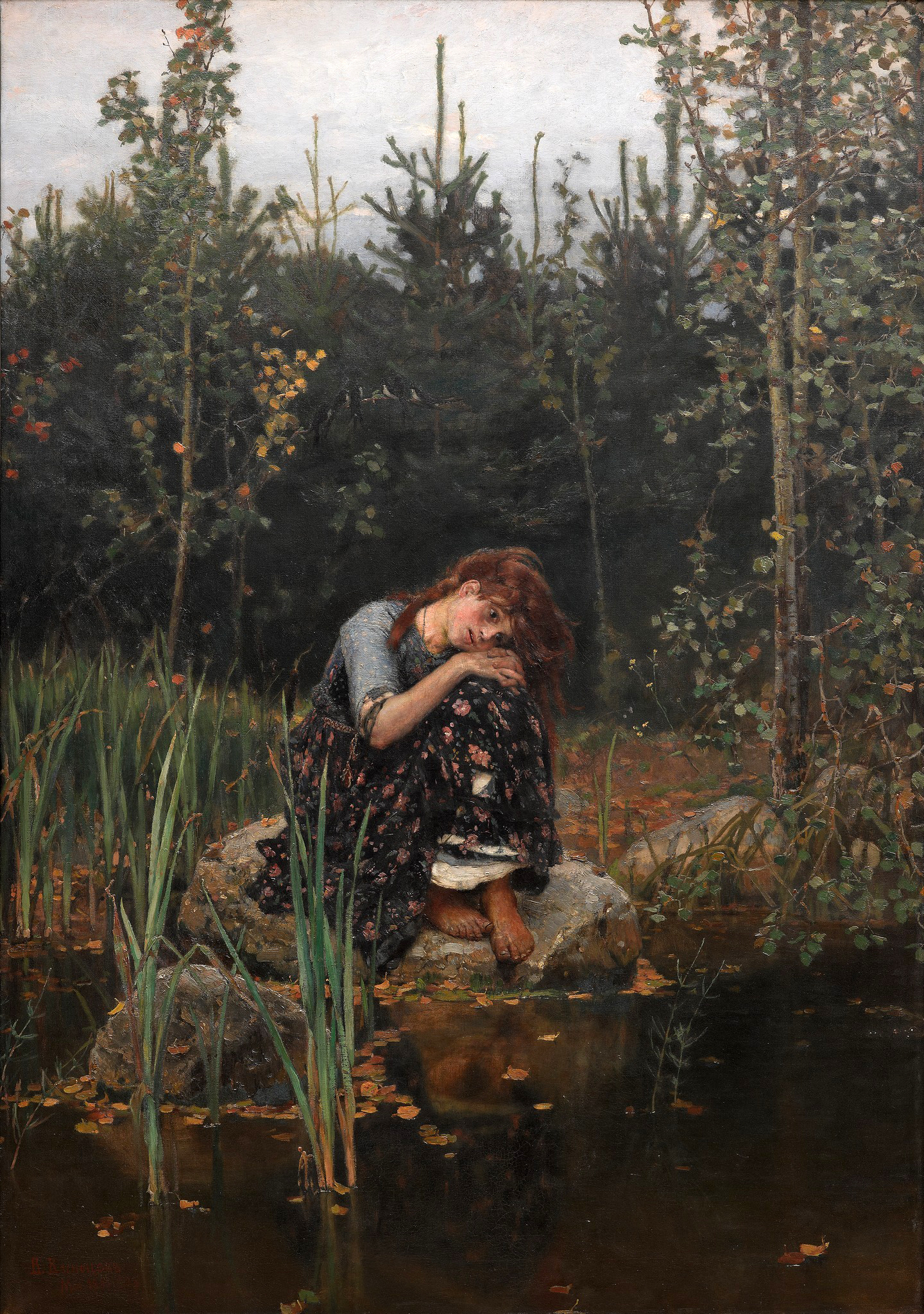
姐姐為弟弟而哭泣（维克托·瓦斯涅佐夫畫作，1881年）

《小弟弟和小姐姐》（德語：Brüderchen und Schwesterchen）是一則著名歐洲童話，收錄於格林兄弟的《兒童與家庭故事集》中。

## 故事梗概
從前，有一對感情要好的姐弟生活在一起，由於姊弟的父母都早已過世，所以他們跟有一個女兒的繼母一起生活。姐姐的容貌相當美麗動人而且很心地善良，可是繼母的女兒只有一顆眼睛而且樣貌相當很醜陋，而且繼母卻很疼愛她的女兒也對這對姊弟的待遇極為相反，她不只欺凌姊弟倆還逼他們做些打雜的工作，甚至把好的食物給自己的女兒。姊姊為了保護弟弟決定帶著他離開找尋庇護他們的地方。但是繼母是一位邪惡的女巫並且知道這對姐弟的去向，所以她對森林裏的所有泉水都施加成會變成動物的魔法。
與此同時，這對姐弟來到鄉下的林間並在一座空樹的洞裏過夜。第二天早晨，弟弟感到很口渴便和姐姐到泉水來喝水。但是姐姐聽見水流在説「誰喝我誰就會變成老虎」的話時勸阻弟弟，於是他們離開泉水再去找另外一個泉水，這回姐姐又聽見水流說「誰喝我誰就會變成狼」的話，弟弟再次聆聽姊姊的勸告下不情願地離開泉水，但他堅持說找到下一處泉水時無論如何都要喝水，接著，姐弟倆找到別的泉水，而姐姐又無意聽到流水說道「誰喝我誰就會變成鹿」的話，但是她發現弟弟喝下泉水變成鹿，雖然弟弟對自己沒有聆聽姊姊的勸告感到很後悔莫及，但是姊姊忍住悲痛把她的金色的襪帶圍在弟弟的脖子上，因為只有這樣她才能認出弟弟。

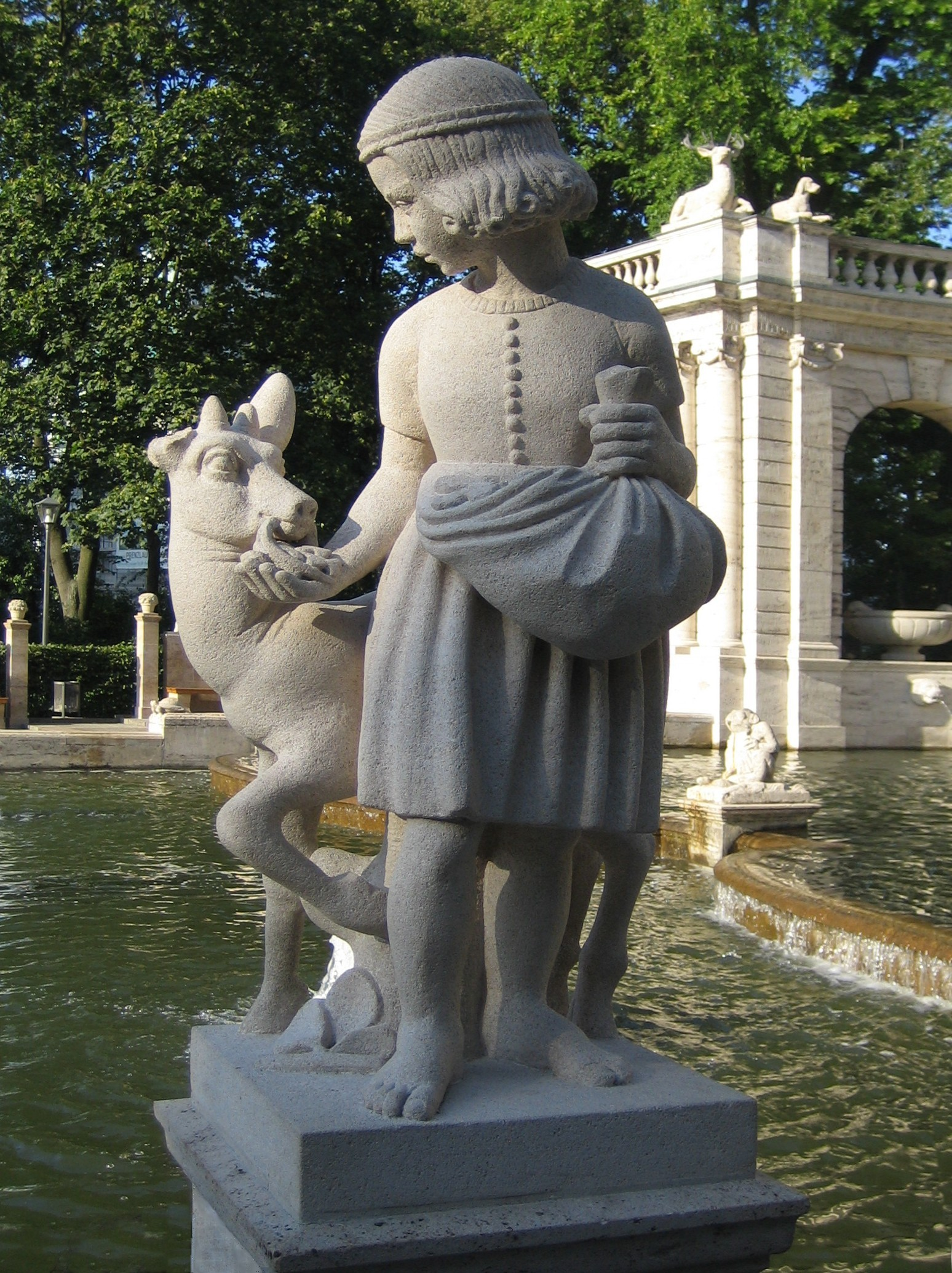
雕刻於1913年的「小弟弟和小姐姐」雕像，位于柏林

後來，姐姐負責照料弟弟並且居住在森林深處的一間小屋中，從那天起，她都會在森林中採些樹果與嫩草給變成鹿的弟弟吃，甚至會找来许多树叶和青苔做成柔软的床。幾年過去後，弟弟都會出去玩耍而且每當他要出去前會聆聽姊姊的吩咐並且知道要進屋的暗號。某天，有一位國王帶著許多的獵人到森林去打獵，當他們發現還是以鹿的姿態的弟弟想要追捕卻徒勞無用，這時國王發現姊姊跟他們正在追捕的鹿在一起，當姊姊看見國王把事情的經過都說出去後，國王答應姐姐的要求將她的弟弟安置在城堡。之後跟國王結婚成為王后的姊姊誕下一名男嬰，弟弟則是待在王宮的花園內跑来跑去。
然而，姐姐嫁給國王的消息傳到繼母的耳裡。繼母對這件事為此大發雷霆並且趁著國王出去不在時扮成使女謀害王后，她還將自己的女兒假扮成王后的模樣來欺瞞眾人。不過，王后依然不會放下自己的弟弟與孩子不管，晚上來臨時，她的靈魂會來到自己的弟弟身旁也繼續照顧著孩子，擔心不已的國王在有一次看到王后在照顧孩子不久即將要離開時，他趁機握住王后的手並且說自己不會讓她離開。這一瞬間，王后在上帝的恩典下復活過來並且把繼母是怎麼謀害她的罪行說出來，國王立即將繼母與她的女兒分別餵給野獸和判處火燒之刑，繼母被火燒成灰燼時終於解開她對弟弟施下的魔咒，讓弟弟能夠恢復人形並且跟姐姐重聚。從此這對受苦的姐弟過著幸福的生活。

## 起源
《小弟弟和小姐姐》最早的文字记载出现在17世紀左右，收錄於吉姆巴地斯达·巴西耳的故事集《五日谈》之中，取名《耐利罗和内莱拉》。此後，它開始在一些歐洲國家中流傳开来，名字也不斷變化，但故事主體基本相同。在俄羅斯，这篇故事常被稱作《阿辽奴什卡和依万奴什卡姐弟的故事》，被亚历山大·阿法纳西耶夫（Alexander Afanasyev）收錄進作品《俄國民間故事》（Русские сказки）當中。依據AT分類法，《小弟弟和小姐姐》被獨立歸為第480類，亦即「兄弟與姊妹」。同屬該類的故事還有《小羊和小鱼》。
該故事的格林兄弟版本首次出版于1812年的首版《兒童與家庭故事集》中，亦被收錄在其後的各版本裏，1819年時做了一些增補。

## 流行文化中
日本動畫公司在其動漫連續劇《グリム名作劇場》第二季的一集中也有用到這一故事。

## 外部連結
- Brother and Sister，SurLaLune Fairy Tales，附註版本
- "A Matter of Seeing," an article by Ellen Steiber
- 《小弟弟和小姐姐》中譯本，帶朗讀